# Survivor Series (2001)
Survivor Series 2001 est le quinzième Survivor Series de l'histoire de la World Wrestling Entertainment. Il s'est déroulé le 18 novembre 2001 au Greensboro Coliseum de Greensboro, Caroline du Nord.
La storyline de l'Invasion s'est arrêté lors de cet évènement avec le Winner Take All match (match où le vainqueur remporte tout).
En France, cet évènement a fait l'objet d'une diffusion sur Canal+.
c'est le dernier Survivor Series à être promu sous la World Wrestling Federation

## Résultats
- Sunday Night Heat match : Lance Storm, Justin Credible et Raven def. Albert, Scotty 2 Hotty et Spike Dudley (3:08)
  - Storm a effectué le tombé sur Spike.
- Christian def. Al Snow pour conserver le WWF European Championship (6:30)
  - Christian a effectué le tombé sur Snow après un Unprettier.
- William Regal def. Tajiri (w/Torrie Wilson) (2:56)
  - Regal a effectué le tombé sur Tajiri après un Tiger Bomb.
  - Après le match, Regal a aussi Powerbombé Torrie.
- WCW United States Champion Edge def. WWF Intercontinental Champion Test dans un match d'unification (11:17)
  - Edge a effectué le tombé sur Test avec un roll-up pour unifier les titres.
- WCW Tag Team Champions The Dudley Boyz (Bubba Ray et D-Von) (w/Stacy Keibler) def. WWF Tag Team Champions The Hardy Boyz (Matt et Jeff) dans un Steel cage match d'unification (15:29)
  - Bubba Ray a effectué le tombé et sur Jeff et ainsi unifier les titres après avoir raté une Swanton du haut de la cage et retombait à travers une table.
- Test a remporté une bataille royale (14:03)
  - Comprenant: Billy Gunn, Bradshaw, Faarooq, Lance Storm, Billy Kidman, Diamond Dallas Page, Albert, Tazz, Perry Saturn, Raven, Chuck Palumbo, Crash Holly, Justin Credible, Shawn Stasiak, Steven Richards, Tommy Dreamer, The Hurricane, Spike Dudley, Hugh Morrus, Chavo Guerrero, Jr. et Funaki.
  - Avec cette victoire, Test était sauvé d'un renvoi pour au moins un an.
  - Avant la bataille royale, Test a attaqué Scotty 2 Hotty et pris sa place.
- Trish Stratus def. Lita, Jacqueline, Mighty Molly, Jazz et Ivory dans un Six-Pack Challenge pour remporter le vacant WWF Women's Championship (4:21)
  - Trish a effectué le tombé sur Ivory après un Stratusfaction.
  - Le titre était vacant depuis que Chyna a quitté la fédération.
- (5 contre 5) Winner Take All Survivor Series match: Team WWF (The Rock, Chris Jericho, The Undertaker, Kane et The Big Show) def. Team Alliance (Steve Austin, Kurt Angle, Booker T, Rob Van Dam et Shane McMahon) (44:57)

| Élimination # | Catcheur            | Équipe              | Éliminé par         | Manière                                                                             | Temps               |
| ------------- | ------------------- | ------------------- | ------------------- | ----------------------------------------------------------------------------------- | ------------------- |
| 1             | Big Show            | Team WWF            | Shane McMahon       | Tombé après un Angle Slam, Scissors kick, Five-Star Frog Splash et un Leap of Faith | 12:42               |
| 2             | Shane McMahon       | Team Alliance       | Chris Jericho       | Tombé après un Chokeslam, Tombstone piledriver et Lionsault                         | 14:30               |
| 3             | Kane                | Team WWF            | RVD                 | Tombé après un Flying thrust kick                                                   | 18:56               |
| 4             | Undertaker          | Team WWF            | Kurt Angle          | Tombé après un Stone Cold Stunner                                                   | 20:03               |
| 5             | Booker T            | Team Alliance       | The Rock            | Tombé avec un Roll up                                                               | 22:33               |
| 6             | RVD                 | Team Alliance       | Chris Jericho       | Tombé après un Breakdown                                                            | 25:48               |
| 7             | Kurt Angle          | Team Alliance       | The Rock            | Soumission sur un Sharpshooter                                                      | 32:22               |
| 8             | Chris Jericho       | Team WWF            | Steve Austin        | Tombé sur un Roll up                                                                | 34:50               |
| 9             | Steve Austin        | Team Alliance       | The Rock            | Tombé après un coup avec la ceinture de la WWF de Angle et un Rock Bottom           | 44:57               |
| Survivant :   | The Rock (Team WWF) | The Rock (Team WWF) | The Rock (Team WWF) | The Rock (Team WWF)                                                                 | The Rock (Team WWF) |